# Mesosmittia glabra
Mesosmittia glabra är en tvåvingeart som beskrevs av Andersen och Mendes 2002. Mesosmittia glabra ingår i släktet Mesosmittia och familjen fjädermyggor.
Artens utbredningsområde är Ecuador. Inga underarter finns listade i Catalogue of Life.